# Нираџ Чопра
Нираџ Чопра (хинд. नीरज चोपड़ा; 24. децембар 1997) индијски је атлетичар који је специјализован у дисциплини бацање копља.
Први је азијски атлетичар који је освојио златну медаљу у бацању копља на Летњим олимпијским играма и на Светском првенству.